# Gyula Benkő
Gyula Benkő (n. 22 august 1918, Budapesta, Austro-Ungaria – d. 30 iunie 1997, Budapesta, Ungaria) a fost un actor maghiar și tatăl actorului Péter Benkő. A jucat rolul tânărului conte János Buttler în filmul de propagandă anticlericală Căsătorie ciudată din 1951.

## Filmografie selectată
- Hungary's Revival (1939)
- Magdolna (1942)
- Dr. Kovács István (1942)
- I Am Guilty (1942)
- Szerelmes szívek (1944)
- Különös házasság (Căsătorie ciudată, 1951)
- Young Hearts (1953)
- Guns and Doves (1961)
- Two Half-Times in Hell (1963)
- Férjhez menni tilos! (1964)
- The Testament of Aga Koppanyi (1967)
- Stars of Eger (1968)
- 1970 Vis de dragoste (Szerelmi álmok - Liszt), regia Márton Keleti
- A Very Moral Night (1977)
- Az erőd (1979)
- The Wondrous Voyage of Kornel Esti (1995)